# 哈佛進修學院
哈佛進修學院為文理學院的一部分，負責提供不同有關博雅、資訊科技、社會科學、宗教及環境管理的本科、研究及非學位的課程。非學位課程為開放報讀性質，而學位課程則需校方正式的錄取。獲接受入讀申請的學生，可以享用所有哈佛的教學設施（包括圖書館、實驗室等）及面見教職員。

## 外部連結
- （英文）Harvard Extension School（哈佛拓展學院）（页面存档备份，存于）
- （英文） Harvard Summer School（哈佛暑期學院）（页面存档备份，存于）
- （英文）Harvard Summer Secondary School Program（哈佛中學暑期課程）
- （英文） Harvard Institute for English Language Programs（哈佛英國語文課程研究中心）
- （英文）Harvard Institute for Learning in Retirement（哈佛退休學習研究中心）